# Dekademen
Dekademen, en finlandssvensk manskör vid Svenska handelshögskolan grundad 1989 i Helsingfors. Kören består idag (2020) av ca 150 medlemmar av vilka över hälften är aktiva.
Kören har samarbetat och uppträtt bland annat med Sås och Kopp och M.A. Numminen.
Dekademen har vunnit första pris tre gånger (2002, 2009 och 2020), andra pris en gång (2023) och tredje pris fem gånger (2004, 2007, 2008 och 2017, 2022) i Skojrejs, en talangjakt som årligen ordnas av Svenska Handelshögskolans Studentkår.